# ISO/IEC 9995
ISO/IEC 9995 Information technology – Keyboard layouts for text and office systems (Informationstechnik – Tastaturbelegungen für Textverarbeitungs- und Bürosysteme) ist eine Reihe von internationalen Normen, auf denen nationale Normen wie die DIN-Norm DIN 2137 Tastaturen für die Daten- und Texteingabe  aufbauen.
Die Normreihe besteht seit 1994 und hat seither zahlreiche Aktualisierungen erfahren.

## Bestandteile der Normreihe
Die Normreihe besteht derzeit (März 2017) aus folgenden einzelnen internationalen Normen:
- ISO/IEC 9995-1:2009 General principles governing keyboard layouts[1]
- ISO/IEC 9995-2:2009 Alphanumeric section[2] mit Ergänzung (Amendment) 1 (2012) Numeric keypad emulation[3]
- ISO/IEC 9995-3:2010 Complementary layouts of the alphanumeric zone of the alphanumeric section[4]
- ISO/IEC 9995-4:2009 Numeric section[5]
- ISO/IEC 9995-5:2009 Editing and function section[6]
- ISO/IEC 9995-7:2009 Symbols used to represent functions[7] mit Ergänzung (Amendment) 1 (2012)[8]
- ISO/IEC 9995-8:2009 Allocation of letters to the keys of a numeric keypad[9]
- ISO/IEC 9995-9:2016 Multilingual-usage, multiscript keyboard group layouts[10]
- ISO/IEC 9995-10:2013 Conventional symbols and methods to represent graphic characters not uniquely recognizable by their glyph on keyboards and in documentation[11]
- ISO/IEC 9995-11:2015 Functionality of dead keys and repertoires of characters entered by dead keys[12]

ISO 9995-6:2006 Function section wurde am 8. Oktober 2009 zurückgezogen, da diese bei der Revision 2009 mit in die Norm ISO/IEC 9995-5:2009 Editing and function section (zuvor ISO/IEC 9995-5:2006 Editing section) integriert wurde.

## ISO/IEC 9995-3
ISO/IEC 9995-3:2010 definiert eine sekundäre Zeichengruppe („common secondary group“) für alphanumerische Tastaturen. Die Zeichen dieser Gruppe werden auf der rechten Hälfte der Tastenfläche dargestellt; die Norm legt ihre Positionen unabhängig von den im primären Layout vorhandenen Zeichen fest. Beispielsweise wird das Yen-Symbol „¥“ stets auf der Großbuchstaben-Position der 6. Buchstabentaste in der zweiten Reihe von oben dargestellt, also bei QWERTZ-Tastaturen wie der deutschen Belegung auf der „Z“-Taste, bei QWERTY-Tastaturen wie der US-Belegung hingegen auf der „Y“-Taste.
ISO/IEC 9995-3:2010 angewendet auf das US-Tastaturlayout
ISO/IEC 9995-3:2010 verwendet in der erweiterten deutschen Belegung T3 gemäß DIN 2137:2012-06
Zusätzlich definiert der Standard eine „nicht mehr aktuelle sekundäre Zeichengruppe“ („outdated common secondary group“) ausschließlich für Kompatibilitätszwecke. Diese entspricht der in der früheren Norm-Version ISO/IEC 9995-3:2002 definierten „common secondary group“.
Die nicht mehr aktuelle ISO/IEC 9995-3:2002 angewendet auf das US-Tastaturlayout
Die diakritischen Zeichen in der „common secondary group“ sind Tottasten, d. h., sie werden vor dem Grundbuchstaben eingegeben. Dies gilt auch für Folgen von mehreren diakritischen Zeichen, wie sie z. B. zur Eingabe von vietnamesischen Texten erforderlich sind.
Weiterhin definiert ISO/IEC 9995-3:2010 eine Liste von „speziellen Zeichen, die als Kombination mit diakritischen Zeichen eingegeben werden können“ („Peculiar Characters which can be entered as combinations using diacritical marks“). Diese Liste enthält Kombinationen aus je einem diakritischen und einem weiteren Zeichen. Beispielsweise kann das Ungleichheitszeichen „≠“ (Unicode U+2160) so eingegeben werden. Speziell Buchstaben mit einem horizontalen Querstrich (wie serbokroatisch Đ/đ oder maltesisch Ħ/ħ) werden so mittels des auf der »K«-Taste platzierten „Querstreichungsakzents“ eingegeben.